# Liste der dänischen Wirtschaftsminister
In der Liste der dänischen Wirtschaftsminister sind die Minister des zwischen 1953 und 2019 und seit 2022 bestehenden Wirtschaftsministeriums aufgeführt.
| Nr. | Bild | Amtsantritt   | Amtsende      | Name                                                          | Partei                      | Geboren       | Gestorben     | Kabinett |
| --- | ---- | ------------- | ------------- | ------------------------------------------------------------- | --------------------------- | ------------- | ------------- | --- |
| 1   |      | 13. Nov. 1947 | 16. Sep. 1950 | Vilhelm Buhl                                                  | Socialdemokraterne          | 16. Okt. 1881 | 18. Dez. 1954 | Hedtoft I offiziell M. ohne Geschäftsbereich                                                                                            |
| 2   |      | 1. Nov. 1953  | 28. Mai 1957  | Jens Otto Krag                                                | Socialdemokraterne          | 15. Sep. 1914 | 22. Juni 1978 | Hedtoft I, Hansen I Wirtschafts- und Arbeitsm.                                                                                          |
| 3   |      | 28. Mai 1957  | 7. Sep. 1961  | Bertel Dahlgaard                                              | Det Radikale Venstre        | 7. Nov. 1887  | 31. März 1972 | Kampmann I, Kampmann II M. für Wirtschaft und nordische Zusammenarbeit                                                                  |
| 4   |      | 7. Sep. 1961  | 24. Sep. 1962 | Kjeld Philip                                                  | Det Radikale Venstre        | 3. Apr. 1912  | 27. Okt. 1989 | Kampmann II M. für Wirtschaft und nord. Zusammenarbeit, Krag I                                                                          |
| 5   |      | 24. Sep. 1962 | 8. Okt. 1964  | Poul Hansen                                                   | Socialdemokraterne          | 27. Feb. 1913 | 13. Aug. 1966 | Krag II |
| 6   |      | 8. Okt. 1964  | 24. Aug. 1965 | Henry Grünbaum                                                | Socialdemokraterne          | 27. Juli 1911 | 5. Jan. 2006  | Krag II |
| 7   |      | 24. Aug. 1965 | 2. Feb. 1968  | Ivar Nørgaard                                                 | Socialdemokraterne          | 26. Juli 1922 | 3. Nov. 2011  | Krag II |
| 8   |      | 2. Feb. 1968  | 11. Okt. 1971 | Poul Nyboe Andersen                                           | Venstre                     | 23. Nov. 1913 | 5. Nov. 2004  | Baunsgaard M. für Wirtschaft, nord. Anliegen und europäische Marktanliegen                                                              |
| 9   |      | 11. Okt. 1971 | 19. Dez. 1973 | Per Hækkerup                                                  | Socialdemokraterne          | 25. Dez. 1915 | 13. März 1979 | Krag III, Jørgensen I Wirtschafts- und Budgetm.                                                                                         |
| 10  |      | 19. Dez. 1973 | 13. Feb. 1975 | Poul Nyboe Andersen                                           | Venstre                     | 23. Nov. 1913 | 5. Nov. 2004  | Hartling Wirtschafts- und Handelsm. |
| 11  |      | 13. Feb. 1975 | 30. Aug. 1978 | Per Hækkerup                                                  | Socialdemokraterne          | 25. Dez. 1915 | 13. März 1979 | Jørgensen II |
| 12  |      | 30. Aug. 1978 | 26. Okt. 1979 | Anders Andersen                                               | Venstre                     | 1. Okt. 1912  | 13. Apr. 2006 | Jørgensen III |
| 13  |      | 26. Okt. 1979 | 10. Sep. 1982 | Ivar Nørgaard                                                 | Socialdemokraterne          | 26. Juli 1922 | 3. Nov. 2011  | Jørgensen IV, Jørgensen V |
| 14  |      | 10. Sep. 1982 | 10. Sep. 1987 | Anders Andersen                                               | Venstre                     | 1. Okt. 1912  | 13. Apr. 2006 | Schlüter I |
| 15  |      | 10. Sep. 1987 | 3. Juni 1988  | Knud Enggaard                                                 | Venstre                     | 4. Juni 1929  |               | Schlüter II |
| 16  |      | 3. Juni 1988  | 18. Dez. 1990 | Niels Helveg Petersen                                         | Det Radikale Venstre        | 17. Jan. 1939 | 3. Juni 2017  | Schlüter III |
| 17  |      | 18. Dez. 1990 | 18. Nov. 1992 | Anders Fogh Rasmussen                                         | Venstre                     | 26. Jan. 1953 |               | Schlüter IV |
| 18  |      | 18. Nov. 1992 | 25. Jan. 1993 | Thor Pedersen                                                 | Venstre                     | 14. Juni 1945 |               | Schlüter IV |
| 19  |      | 25. Jan. 1993 | 27. Nov. 2001 | Marianne Jelved                                               | Det Radikale Venstre        | 5. Sep. 1943  |               | Nyrup Rasmussen I, Nyrup Rasmussen II, Nyrup Rasmussen III, Nyrup Rasmussen IV ab dem zweiten Kabinett auch M. für nord. Zusammenarbeit |
| 20  |      | 27. Nov. 2001 | 10. Sep. 2008 | Bendt Bendtsen                                                | Det Konservative Folkeparti | 25. März 1954 |               | Fogh Rasmussen I, Fogh Rasmussen II, Fogh Rasmussen III in den ersten Monaten auch M. für nord. Zusammenarbeit                          |
| 21  |      | 10. Sep. 2008 | 23. Feb. 2010 | Lene Espersen                                                 | Det Konservative Folkeparti | 26. Sep. 1965 |               | Fogh Rasmussen III, Løkke Rasmussen I                                                                                                   |
| 22  |      | 23. Feb. 2010 | 3. Okt. 2011  | Brian Mikkelsen                                               | Det Konservative Folkeparti | 31. Jan. 1966 |               | Løkke Rasmussen I |
| 23  |      | 3. Okt. 2011  | 2. Sep. 2014  | Margrethe Vestager                                            | Radikale Venstre            | 13. Apr. 1968 |               | Thorning-Schmidt I, Thorning-Schmidt II Wirtschafts- und Innenm.                                                                        |
| 24  |      | 2. Sep. 2014  | 28. Juni 2015 | Morten Østergaard                                             | Radikale Venstre            | 17. Juni 1976 |               | Thorning-Schmidt II Wirtschafts- und Innenm.                                                                                            |
| 25  |      | 28. Juni 2015 | 28. Nov. 2016 | Troels Lund Poulsen                                           | Venstre                     | 30. März 1976 |               | Løkke Rasmussen II Wirtschafts- und Wachstumsm.                                                                                         |
| 26  |      | 28. Nov. 2016 | 27. Juni 2019 | Simon Emil Ammitzbøll nach seiner Hochzeit „Amnitzbøll-Bille“ | Liberal Alliance            | 20. Okt. 1977 |               | Løkke Rasmussen III Wirtschafts- und Innenm.                                                                                            |
| 27  |      | 15. Dez. 2022 | 22. Aug. 2023 | Troels Lund Poulsen                                           | Venstre                     | 30. März 1976 |               | Frederiksen II erneut kommissarisch vom 23. Oktober bis zum 23. November 2023                                                           |
| –   |      | 9. März 2023  | 1. Aug. 2023  | Stephanie Lose                                                | Venstre                     | 14. Dez. 1982 |               | Frederiksen II ohne Geschäftsbereich, geschäftsführend ad interim                                                                       |
| 28  |      | 22. Aug. 2023 | 23. Okt. 2023 | Jakob Ellemann-Jensen                                         | Venstre                     | 25. Sep. 1973 |               | Frederiksen II |
| 29  |      | 23. Nov. 2023 |               | Stephanie Lose                                                | Venstre                     | 14. Dez. 1982 |               | Frederiksen II |